# Drake Berehowsky
Drake Berehowsky (né le 3 janvier 1972 à Toronto, dans la province de l'Ontario au Canada) est un joueur professionnel retraité de hockey sur glace devenu entraîneur-adjoint au terme de sa carrière.

## Carrière
Après avoir débuté au niveau junior majeur avec les Raiders de Kingston de la Ligue de hockey de l'Ontario où il obtient 46 points en 63 rencontres, Berehowsky est blessé à un genou et ne dispute que neuf rencontres lors de la saison 1989-1990.
Éligible à l'été suivant au Repêchage d'entrée de la Ligue nationale de hockey, il est malgré sa saison d'inactivité, sélectionné au premier tour par les Maple Leafs de Toronto. Le défenseur dispute avec ces derniers huit parties avant de retourner en LHO pour deux saisons. S'alignant alors avec les Centennials de North Bay, il obtient au terme de la saison 1991-1992 le titre de Défenseur de la saison de la Ligue canadienne de hockey.
Devenant joueur professionnel en 1992, il partage les deux saisons suivantes entre les Maple Leafs et leur club affilié dans la Ligue américaine de hockey, les Maple Leafs de Saint-Jean puis, après avoir commencé la saison 1994-1995 avec les Maple Leafs, il est échangé par ceux-ci aux Penguins de Pittsburgh. En plus de deux saisons avec l'équipe, il ne dispute que quatre rencontres avec le grand club, s'alignant pour le reste avec les clubs affiliés à la franchise. Devenant agent libre à l'été 1997, il s'entend alors avec les Oilers d'Edmonton. Il décroche au cours de la saison qui suit un poste permanent dans la LNH.
À l'aube de la saison 1998-1999, Berehowsky est échangé par les Oilers aux Predators de Nashville et devient rapidement un des piliers de sa nouvelle équipe. Échangé aux Canucks de Vancouver durant la saison 2000-2001, il reste avec ceux-ci durant un an avant d'être échangé à nouveau, cette fois aux Coyotes de Phoenix.
Après avoir partagé la saison 2003-2004 entre les Penguins et les Maple Leafs, il accepte un contrat d'une saison avec le Skellefteå AIK de la Allsvenskan en Suède. Puis, après un bref passage avec le Rampage de San Antonio de la LAH, il part pour l'Allemagne, rejoignant alors les Eisbären Berlin de la DEL.
À la suite de cette saison, le défenseur annonce son retrait de la compétition. Il accepte pour la saison 2007-2008 un poste d'entraîneur-adjoint aux Colts de Barrie de la LHO. En 2009, il accepte les mêmes fonctions chez les Rivermen de Peoria de la LAH.

## Statistiques
| Saison     | Équipe                    | Ligue       |     | Saison régulière | Saison régulière | Saison régulière | Saison régulière | Saison régulière |   | Séries éliminatoires | Séries éliminatoires | Séries éliminatoires | Séries éliminatoires | Séries éliminatoires |
| Saison     | Équipe                    | Ligue       | PJ  | B                | A                | Pts              | Pun              | PJ               | B | A                    | Pts                  | Pun                  |                      |                      |
| 1987-1988  | Colts de Barrie           | AHO-B       | 40  | 10               | 36               | 46               | 81               |                  |   |                      |                      |                      |                      |                      |
| 1988-1989  | Raiders de Kingston       | LHO         | 63  | 7                | 39               | 46               | 85               |                  |   |                      |                      |                      |                      |                      |
| 1988-1989  | Équipe Canada             | int.        | 1   | 0                | 0                | 0                | 0                |                  |   |                      |                      |                      |                      |                      |
| 1989-1990  | Frontenacs de Kingston    | LHO         | 9   | 3                | 11               | 14               | 28               |                  |   |                      |                      |                      |                      |                      |
| 1990-1991  | Maple Leafs de Toronto    | LNH         | 8   | 0                | 1                | 1                | 25               |                  |   |                      |                      |                      |                      |                      |
| 1990-1991  | Frontenacs de Kingston    | LHO         | 13  | 5                | 13               | 18               | 38               |                  |   |                      |                      |                      |                      |                      |
| 1990-1991  | Centennials de North Bay  | LHO         | 26  | 7                | 23               | 30               | 51               | 10               | 2 | 7                    | 9                    | 21                   |                      |                      |
| 1991-1992  | Maple Leafs de Toronto    | LNH         | 1   | 0                | 0                | 0                | 0                |                  |   |                      |                      |                      |                      |                      |
| 1991-1992  | Centennials de North Bay  | LHO         | 62  | 19               | 63               | 82               | 147              | 21               | 7 | 24                   | 31                   | 22                   |                      |                      |
| 1991-1992  | Maple Leafs de Saint-Jean | LAH         |     |                  |                  |                  |                  | 6                | 0 | 5                    | 5                    | 21                   |                      |                      |
| 1992-1993  | Maple Leafs de Toronto    | LNH         | 41  | 4                | 15               | 19               | 61               |                  |   |                      |                      |                      |                      |                      |
| 1992-1993  | Maple Leafs de Saint-Jean | LAH         | 28  | 10               | 17               | 27               | 38               |                  |   |                      |                      |                      |                      |                      |
| 1993-1994  | Maple Leafs de Toronto    | LNH         | 49  | 2                | 8                | 10               | 63               |                  |   |                      |                      |                      |                      |                      |
| 1993-1994  | Maple Leafs de Saint-Jean | LAH         | 18  | 3                | 12               | 15               | 40               |                  |   |                      |                      |                      |                      |                      |
| 1994-1995  | Maple Leafs de Toronto    | LNH         | 25  | 0                | 2                | 2                | 15               |                  |   |                      |                      |                      |                      |                      |
| 1994-1995  | Penguins de Pittsburgh    | LNH         | 4   | 0                | 0                | 0                | 13               | 1                | 0 | 0                    | 0                    | 0                    |                      |                      |
| 1995-1996  | Penguins de Pittsburgh    | LNH         | 1   | 0                | 0                | 0                | 0                |                  |   |                      |                      |                      |                      |                      |
| 1995-1996  | Lumberjacks de Cleveland  | LIH         | 74  | 6                | 28               | 34               | 141              | 3                | 0 | 3                    | 3                    | 6                    |                      |                      |
| 1996-1997  | Monarchs de la Caroline   | LAH         | 49  | 2                | 15               | 17               | 55               |                  |   |                      |                      |                      |                      |                      |
| 1996-1997  | Dragons de San Antonio    | LIH         | 16  | 3                | 4                | 7                | 36               |                  |   |                      |                      |                      |                      |                      |
| 1997-1998  | Oilers d'Edmonton         | LNH         | 67  | 1                | 6                | 7                | 169              | 12               | 1 | 2                    | 3                    | 14                   |                      |                      |
| 1997-1998  | Bulldogs de Hamilton      | LAH         | 8   | 2                | 0                | 2                | 21               |                  |   |                      |                      |                      |                      |                      |
| 1998-1999  | Predators de Nashville    | LNH         | 74  | 2                | 15               | 17               | 140              |                  |   |                      |                      |                      |                      |                      |
| 1999-2000  | Predators de Nashville    | LNH         | 79  | 12               | 20               | 32               | 87               |                  |   |                      |                      |                      |                      |                      |
| 2000-2001  | Predators de Nashville    | LNH         | 66  | 6                | 18               | 24               | 100              |                  |   |                      |                      |                      |                      |                      |
| 2000-2001  | Canucks de Vancouver      | LNH         | 14  | 1                | 1                | 2                | 21               | 4                | 0 | 0                    | 0                    | 12                   |                      |                      |
| 2001-2002  | Canucks de Vancouver      | LNH         | 25  | 1                | 2                | 3                | 18               |                  |   |                      |                      |                      |                      |                      |
| 2001-2002  | Coyotes de Phoenix        | LNH         | 32  | 1                | 4                | 5                | 42               | 5                | 0 | 1                    | 1                    | 4                    |                      |                      |
| 2002-2003  | Coyotes de Phoenix        | LNH         | 7   | 1                | 2                | 3                | 27               |                  |   |                      |                      |                      |                      |                      |
| 2002-2003  | Falcons de Springfield    | LAH         | 2   | 0                | 0                | 0                | 0                |                  |   |                      |                      |                      |                      |                      |
| 2003-2004  | Penguins de Pittsburgh    | LNH         | 47  | 5                | 16               | 21               | 50               |                  |   |                      |                      |                      |                      |                      |
| 2003-2004  | Maple Leafs de Toronto    | LNH         | 9   | 1                | 2                | 3                | 17               |                  |   |                      |                      |                      |                      |                      |
| 2004-2005  | Skellefteå AIK            | Allsvenskan | 18  | 3                | 5                | 8                | 63               |                  |   |                      |                      |                      |                      |                      |
| 2005-2006  | Rampage de San Antonio    | LAH         | 18  | 0                | 1                | 1                | 23               |                  |   |                      |                      |                      |                      |                      |
| 2005-2006  | Eisbären Berlin           | DEL         | 19  | 3                | 12               | 15               | 18               | 11               | 2 | 0                    | 2                    | 12                   |                      |                      |
| Totaux LNH | Totaux LNH                | Totaux LNH  | 549 | 37               | 112              | 149              | 848              | 22               | 1 | 3                    | 4                    | 30                   |                      |                      |

## Honneurs et trophées
- Ligue de hockey de l'Ontario
  - Nommé dans la première équipe d'étoiles en 1992.
- Ligue canadienne de hockey
  - Nommé défenseur par excellence en 1992.

## Transactions en carrière
- Repêchage 1990 : réclamé par les Maple Leafs de Toronto (1er choix de l'équipe, 10e au total).
- 7 avril 1995 : échangé par les Maple Leafs aux Penguins de Pittsburgh en retour de Grant Jennings.
- 30 septembre 1997 : signe à titre d'agent libre avec les Oilers d'Edmonton.
- 1er octobre 1998 : échangé par les Oilers avec Éric Fichaud et Greg de Vries aux Predators de Nashville en retour de Mikhaïl Chtalenkov et Jim Dowd.
- 9 mars 2001 : échangé par les Predators aux Canucks de Vancouver en retour du choix de deuxième ronde des Thrashers d'Atlanta au repêchage de 2001 (choix acquis précédemment, les Predators sélectionnent avec ce choix Timofeï Chichkanov).
- 28 décembre 2001 : échangé par les Canucks avec Denis Pederson aux Coyotes de Phoenix en retour de Todd Warriner, Trevor Letowski, Tyler Bouck et le choix de troisième ronde des Coyotes aux repêchage de 2003 (ce choix fut retourné ultérieurement aux Coyotes qui sélectionnèrent avec ce choix Dmitri Pestounov).
- 24 septembre 2002 : rate la majorité de la saison 2002-2003 en raison d'une blessure à un genoux.
- 29 août 2003 : signe à titre d'agent libre avec les Penguins de Pittsburgh.
- 11 février 2004 : échangé par les Penguins aux Maple Leafs de Toronto en retour de Richard Jackman.
- 22 décembre 2004 : signe à titre d'agent libre avec le Skellefteå AIK de l'Allsvenskan en Suède